# ダイハツ・フェローバギィ
フェローバギィは、1970年4月にダイハツ工業が生産・販売したバギー風軽ピックアップ。北日本（東北・北海道）を除く日本国内で、100台限定で販売された。実用性を重視した乗用車や商用車が主流であった時代に、FRPボディによるユニークな外観と、ラナバウトに準じる2人乗りという軽自動車規格を備えていた。型式はL37PB。

## 構造
同社の軽商用車であるフェローピックアップ用のエンジン・シャーシー・ドライブトレインを流用。外板を外してその上に軽量なバスタブ型FRPを換装している。ボデイのほぼ真ん中に2名分の座席を設置、その後ろに150kgの荷物スペースを確保する事で、軽トラック（軽商用車）登録とした。エンジンもフェローピックアップと同じ360cc、26ps/5,500rpm, 最大トルク3.5kgm/4,500rpmの2サイクル仕様。最高速度は時速95km。
屋根にはビニール・キャンバスが張られている。メーター回りはフェローピックアップからそのまま持ってきた大型スピードメーターが、ハンドルの左、フロントパネルの真ん中に配置されている。ハンドルの正面にはライト、ワイパースイッチが並んでいる。